# Tsugumi Ōba
Tsugumi Ōba (大場 つぐみ?, Ōba Tsugumi; Tokyo, ...) è un fumettista giapponese, la cui vera identità è sconosciuta.

## Carriera
Il suo manga di debutto è stato Death Note, la cui complessità e qualità di scrittura ha dato da sospettare che "Tsugumi Ōba" sia in realtà lo pseudonimo di un autore o di un'autrice più esperta. Secondo alcune voci mai confermate, sotto lo pseudonimo di Tsugumi Ōba si nasconderebbe Hiroshi Gamō, un autore che ha pubblicato per Shōnen Jump la serie Tottemo! Luckyman.
Il suo scarno profilo su Viz Media forniva solo queste informazioni:
- Tsugumi Ōba;
- Nato/a a Tokyo;
- Hobby: collezionare tazze da tè;
- Giorno e notte, scrive le sceneggiature dei manga stando seduto/a con le ginocchia sulla sedia.

Nel volume 13 del manga Death Note, alla sezione "Interviste", Takeshi Obata si rivolge a Tsugumi Ōba con pronomi femminili.
A partire dall'agosto 2008 Ōba inizia un nuovo progetto, sempre per la Shūeisha nello Shōnen Jump assieme a Takeshi Obata, Bakuman, il cui ultimo capitolo è stato pubblicato sul nº 21-22 di Jump del 16 aprile 2012.

## Opere
Le tre opere scritte da Ōba sono state tutte illustrate da Takeshi Obata.
- Death Note parla di un liceale che scopre un soprannaturale quaderno che gli permette di uccidere chiunque, scrivendo il nome della vittima e conoscendo il suo volto. La trama segue il suo tentativo di creare e condurre un mondo "pulito dal male" che egli governerà come "Dio", mettendo in scena gli ovvi conflitti tra lui e chiunque gli si metta contro, dalle forze dell'ordine al "più grande detective del mondo", passando per la malavita organizzata.
- Bakuman. racconta la storia di due studenti delle scuole medie che cercano di creare un manga di successo in modo che possa essere trasformato in un anime per riuscire a realizzare il sogno di uno dei protagonisti: sposarsi dopo che i loro sogni saranno realizzati.
- Platinum End parla della storia che vede protagonisti un angelo e un umano.